# Ghiacciaio Tinker
Il ghiacciaio Tinker è un ghiacciaio lungo circa 45 km situato nella parte nord-occidentale della Dipendenza di Ross, nell'Antartide orientale. Il ghiacciaio, il cui punto più alto si trova a circa 2000 m s.l.m., si trova sulla costa di Borchgrevink, dove si forma nella parte meridionale del blocco montuoso centrale dei monti Southern Cross, subito a est del monte Jiracek, e fluisce verso sud-sud-est fino a entrare nella baia di Wood, tra capo Johnson e i picchi Harrow, formando sulla baia una lingua glaciale lunga circa 12 km.

Lungo il suo percorso, il flusso del ghiacciaio Tinker è arricchito da quello di diversi altri ghiacciai, tra cui quello dei ghiacciai Burns e Clausnitzer, che gli si uniscono da ovest.

## Storia
Il ghiacciaio Tinker è stato così battezzato dai membri del reparto settentrionale della spedizione neozelandese di ricognizione geologica antartica svolta nel 1962-63, in onore del tenente colonnello Ron Tinker, della marina militare statunitense, comandante delle operazioni alla base Scott durante quella stagione.